# Eugene Domingo
Pour les articles homonymes, voir Domingo.
Eugene Domingo, née à Tondo (Manille), aux Philippines, le 23 juillet 1971, est une comédienne de théâtre et actrice de cinéma philippine, aussi maître de cérémonie. 

## Filmographie partielle

### Au cinéma
- 2013 : Mga Kuwentong Barbero (Barber's Tales (en)) : Marilou

## Récompenses et distinctions
- 2013 : Festival international du film de Tokyo : prix de la meilleure actrice pour Mga Kuwentong Barbero (Barber's Tales (en))